# Aumont (Jura)
Aumont é uma comuna francesa na região administrativa de Borgonha-Franco-Condado, no departamento de Jura. Estende-se por uma área de 7,75 km². Em 2010 a comuna tinha 480 habitantes (densidade: 61,9 hab./km²).